# Nobuo Kavakami
Nobuo Kavakami (japonsko 川上 信夫), japonski nogometaš, 4. oktober 1947.
Za japonsko reprezentanco je odigral 41 uradnih tekem.